# De minuit à sept heures
De minuit à sept heures est un roman policier de Maurice Leblanc, paru d’abord en 41 feuilletons dans Le Journal, entre le 26 octobre 1931 et le 5 décembre 1931 ;  puis édité, pour la première fois, en un volume in-12, chez Laffite, en juillet 1932 (BNF 32359264).
Il a été réédité en 1935, dans la collection Le Point d'interrogation, sous le numéro 41 (BNF 41660574).
Une nouvelle édition est sortie, en 1978,dans la collection Marginalia aux éditions Jacques Glénat, dont la couverture est illustrée par Floc'h.

## Annonce
Annoncé dans Le Journal, le 25 octobre 1931, le roman est présenté ainsi :
« Avec les moyens les plus simples, en appliquant à une étrange aventure d'amour ses dons de conteur et de metteur en scène, Maurice Leblanc, l'auteur célèbre d'Arsène Lupin, nous donne la même angoisse et le même désir de savoir qu'avec les coups de théâtre les plus imprévus. »
Même si Arsène Lupin ne fait pas d'apparition, le héros, Gérard, lui ressemble.
Valnais, l'amoureux éconduit, finit même par dire : « – Alors, je ne peux pas lutter contre un héros de roman. ».